# Смерть у хмарах
«Смерть у хмарах» (англ. Death in the Clouds) — детективний роман англійської письменниці Агати Крісті, уперше опублікований в 1935 році видавництвом «Dodd, Mead and Company» (США) під назвою «Death in the Air», і в тому же року видавництвом «Collins Crime Club» (Велика Британія) під оригінальною назвою. Слідство ведуть Еркюль Пуаро і Старший інспектор Джепп.

## Сюжет
Еркюль Пуаро повертається до Англії полуденним рейсом з Парижа до лондонського аеропорту Кройдон. Він є одним з одинадцяти пасажирів у задньому салоні літака. До інших належать таємничий письменник Даніель Кленсі, французький археолог Арман Дюпон та його син Жан; стоматолог Норман Гейл; Доктор Брайант; Французька лихварка мадам Жизель; бізнесмен Джеймс Райдер; графиня Хорбері, та її подруга Венеція Керр; і Джейн Грей. Перед посадкою, пасажири помічають осу, що літає у заднього салоні. Після цього стюард виявляє, що мадам Жизель мертва. Пуаро, який проспав більшу частину польоту, відкидає гіпотезу, що вона померла від укусу оси. Натомість він вказує на дротик на підлозі, який, як виявляється, має отруєний кінець: ним Жизель влучили в шию. Залишається питання: як її вбили, якщо цього ніхто не помітив.
Біля сидіння Пуаро поліція знаходить невелику духову трубку. Роздратований тим, що його визнали підозрюваним, він присягає очистити своє ім'я та вирішити справу. Запитуючи список речей пасажирів, він зазначає щось, що його інтригує, але не говорить про це. За допомогою Джейн у розслідуванні, Пуаро працює з інспектором Джеппом в Англії та інспектором Фурньє у Франції. Поступово з’являються підказки: жертва мала дві кавові ложки з чашкою та блюдцем; духову трубку купив у Парижі американець; Леді Хорбері є однією з боржниць мадам Жизель, і вона була позбавлена грошей свого чоловіка; Жизель застосувала шантаж, щоб забезпечити, щоб боржники сплачували борги; лише стюарди та містер Кленсі пройшли повз жертву під час польоту; Покоївка леді Хорбері була в літаку після того, як попросила залишитися в ньому в останній момент.
Пуаро опитує свідків як у Лондоні, так і в Парижі. Під час польоту до Парижа він проводить експеримент, який показує, що використання духової трубки або чогось подібного було б помічено іншими пасажирами. Згодом з’ясовується, що у мадам Жизель є дочка Енн Морісо, яка після смерті матері отримує спадок. Пуаро знайомиться з Енн і дізнається, що у неї є чоловік, американець або канадець, з яким вона одружилася місяць тому. Потім Пуаро говорить, що відчуває, що бачив Енн раніше. Коли Джейн робить зауваження про необхідність підпиляти ніготь, тому що він зламався, детектив розуміє, що Енн була служницею леді Хорбері - Мадлен - він бачив, як вона заходила в задній салон під час польоту, коли леді Хорбері викликала її. Він негайно доручає Фурньє знайти Енн. Французька поліція виявляє її тіло в поїзді до Булоння, поруч із пляшкою; здається, вона отруїлася.
Пуаро розповідає розв'язку у присутності Джеппа, Гейла та Кленсі. Вбивцею мадам Жизель став Норман Гейл. Вбивство було ретельно сплановано: Гейл взяв на рейс свій халат стоматолога, який він через деякий час одягнув, щоб стати стюардом, знаючи, що ніхто не зверне уваги на таку людину. Під виглядом доставки ложки для мадам Жизель він уколов її дротиком, потім зняв халат і повернувся на своє місце до того, як було знайдено тіло. Вбивство Енн було частиною плану - Гейл одружився з нею, коли він дізнався, що вона дочка Жизель і мав намір вбити її в Канаді після отримання спадку матері, переконавшись, що він успадкував все від своєї дружини. Однак йому довелося вбити її раніше запланованого, оскільки вона претендувала на її спадщину того самого дня, коли Пуаро зустрів її.
Осу, що літала в задньому салоні літака, Гейл випустив з сірникової коробки, яку приніс із собою; і це, і його халат викликали у Пуаро підозри, коли він читав список пасажирського майна. І оса, і духова трубка, яку він залишив у салоні, мали на меті ввести детектива в оману. Гейл заперечував теорію Пуаро, але після того, як Пуаро збрехав йому про те, що поліція знайшла його відбитки пальців на пляшці, що містила отруту, він ненавмисно говорить, що він носив рукавички під час вбивства Енн. Гейл заарештований. Згодом Джейн одружується із Жаном Дюпон, який закохався в неї під час розслідування.

## Персонажі

### Пасажири в задній частині салону літака Прометей
- Місце № 2: Марі Анжеліка Жизель, (Народжена Марізо), Паризька дама, жертва вбивства
- Місце № 4: Джеймс Белл Райдер, директор цементної компанії
- Місце № 5: Арман Дюпон, археолог
- Місце № 6: Жан Дюпон, археолог, син Армана Дюпона
- Місце № 8: Даніель Кленсі, автор детективних творів. Вілбрахам Бріс, видуманий детектив ромаіов Кленсі
- Місце № 9: Еркюль Пуаро, бельгійський детектив
- Місце № 10 : Роджер Джеймс Брайант, лікар с Харлі-стрит
- Місце № 12 : Норман Гейл, дантист
- Місце № 13 : Леді Хорбері, раніше Сесілія Бленд (сценічний псевдонім), справжнє ім'я Марта Джебб
- Місце № 16 : Джейн Грей, асистент перукара
- Місце № 17 : Хон Керр, «близька» лорда и леді Хорбері
- Передній салон: Мадлен, покоївка леді Хорбері

### Стюарди
- Генрі Чарльз Мітчел, головний стюард
- Альберт Девіс, молодший стюард

### Інші персонажі
- Інспектор Джепп, поліцейський з Лондону
- Александр Тібо, адвокат мадам Жизель
- Джеймс Уістлер, судовий лікар, який управляв аеропортом "Кройдон"
- Генрі Уінтерспун, головний аналітик уряду, знавець рідкісних ядів
- Інспектор Фурнье, поліцейський в Парижі
- Еліза Грандье, компаньйонка мадам Жизель
- Місье Зерофьюліс, грецький антиквар в Парижі
- Жюль Перо, співробітник аеропорту
- Лорд Стівен Хорбері, чоловік леді Хорбері
- Міс Рос, помічник Нормана Гейла
- Раймонд Беррекло, коханець Ледиі Хорбері

## Зв'язок з іншими творами Крісті
- У розділі 7 Пуаро каже, що в одній із справ про отруєння вбивця використав «психологічний» момент для своєї мети, алюзія на «Трагедію в трьох актах»
- У розділі 21 Пуаро згадує справу, в якому всі підозрювані брехали, алюзія на «Вбивство в «Східному експресі».
- У розділі 12 іншого роману про Пуаро, «Місіс Макгінті з життям розлучилася», письменниця детективів місіс Аріадна Олівер (вважається, що під цим ім'ям Крісті вводила в свої романи саму себе) говорить, що в одній зі своїх книг «... трубку для отруєних стріл я зробила на фут довше, ніж належить, сім футів замість шести ... мені про це написали з якогось музею». Цим самим Крісті натякає на свою помилку в романі «Смерть у хмарах»

## Екранізація
За романом у 1992 році знято один з епізодів британського телесеріалу «Пуаро Агати Крісті» з Девідом Суше в ролі Пуаро. У серіалі в ролі літака, в якому сталося вбивство, знімали DC-3, який на момент написання роману, навіть ще не злітав - перший політ цього літака відбувся в грудні 1935 року. Кілька сцен в серії відбуваються під час чемпіонату Франції з тенісу, який виграє британець Фред Перрі. При цьому рахунок матчів, що показується на екрані, відповідає реальному рахунку, з яким проходили матчі турніру 1935 року.
1. ↑  (unspecified title) — ISBN 972-38-1320-3